# د روتردام

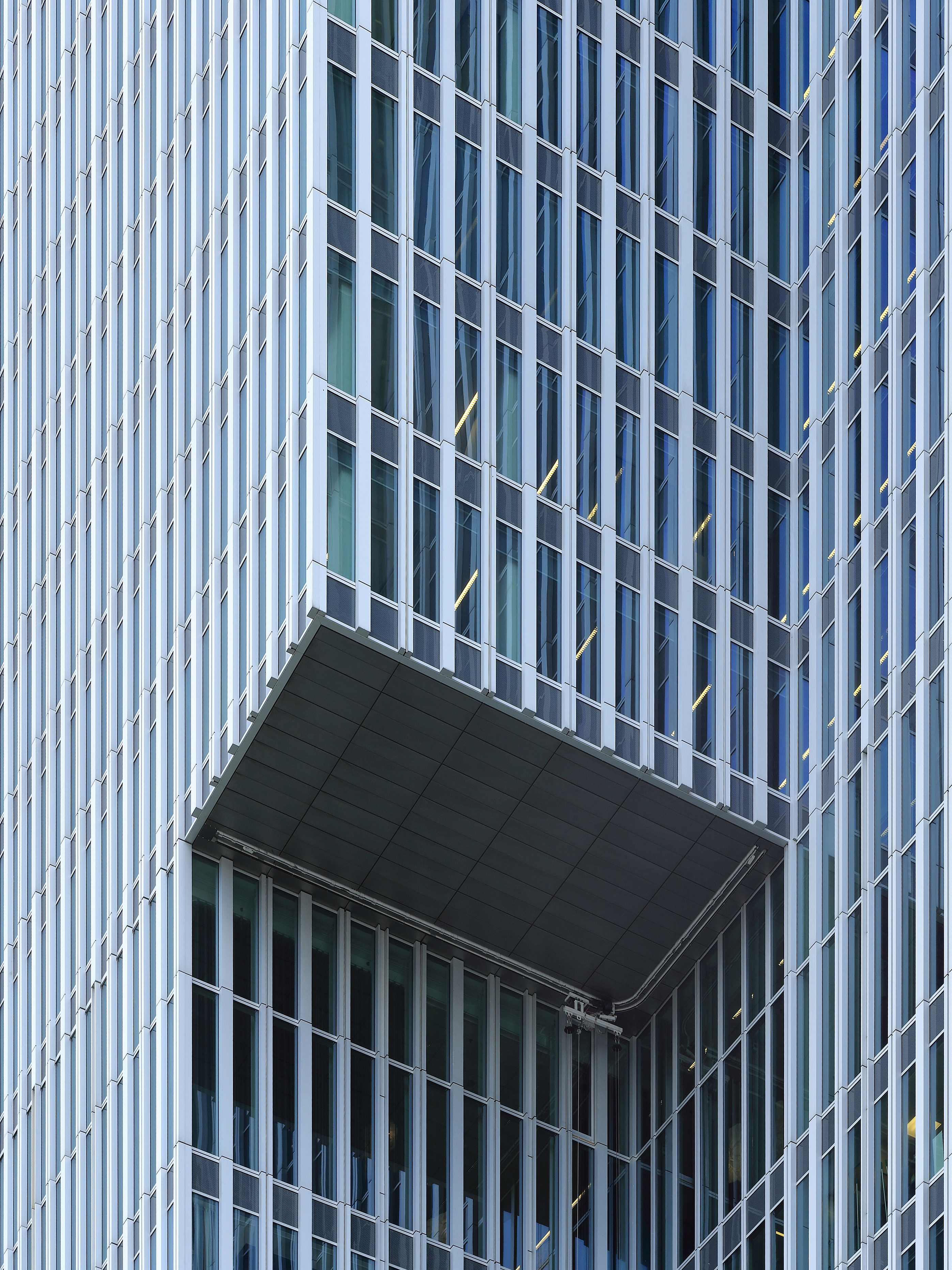
ساختمان توسط دفتر معماری متروپولیتن در سال ۱۹۹۸ میلادی و در سبک مدرن طراحی شد.

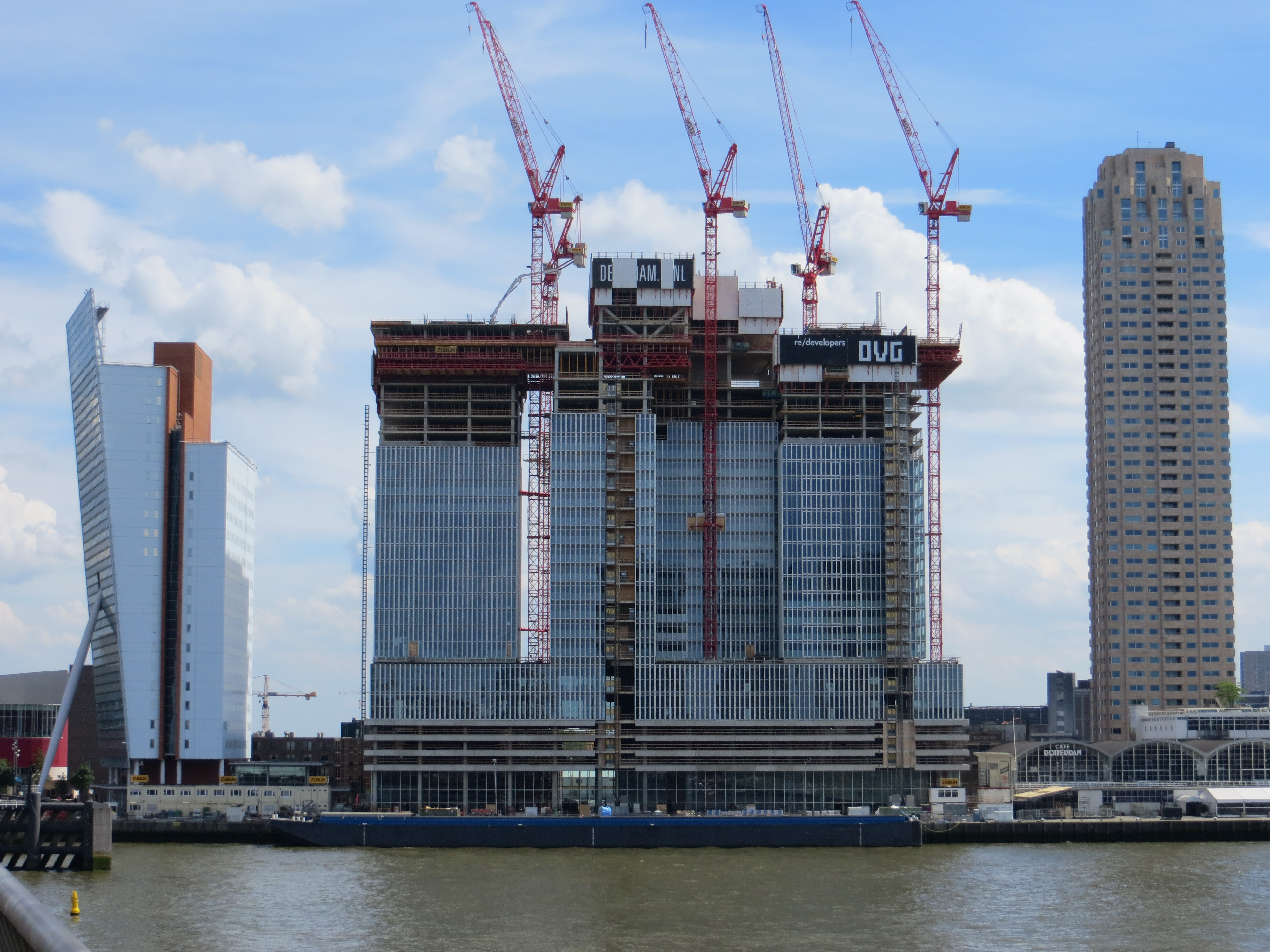
ساختمان زمان درحال ساخت در ژوئن ۲۰۱۲، دیدی از پل ، سمت چپ برج و سمت راست

دِ روتردام (انگلیسی: De Rotterdam) ساختمانیست واقع در کُپ فان زاید روتردام که توسط Office for Metropolitan Architecture در سال ۱۹۹۸ طراحی شد. مجتمع، جایی بین KPN Tower و Rotterdam Cruise Terminal در پایان سال ۲۰۱۳ ساخت آن به پایان رسید.
این ساختمان، به نام یکی از کشتی‌های اصلی خط هلند آمریکا، ساخته شده‌است که از سال ۱۸۷۳ تا اواخر دهه ۱۹۷۰، هزاران مهاجر اروپایی را که کنار دی روتردام بودند، از اسکله ویلهلمینا به نیویورک منتقل می‌کرد.
در ۲۱ نوامبر ۲۰۱۳، شهرداری روتردام به عنوان بزرگترین کاربر، کلید مجتمع را در دست گرفت. طراحی مجتمع، فضایی را برای دفاتر، هتل و آپارتمانها و ۴۴ طبقه با ۱۶۰٬۰۰۰ متر مربع مساحت، بزرگترین ساختمان هلند را فراهم آورده‌است.